# Șotrile
Șotrile là một xã thuộc hạt Prahova, România. Dân số thời điểm năm 2002 là 3588 người.